# Reginald de Cobham, 1. Baron Cobham

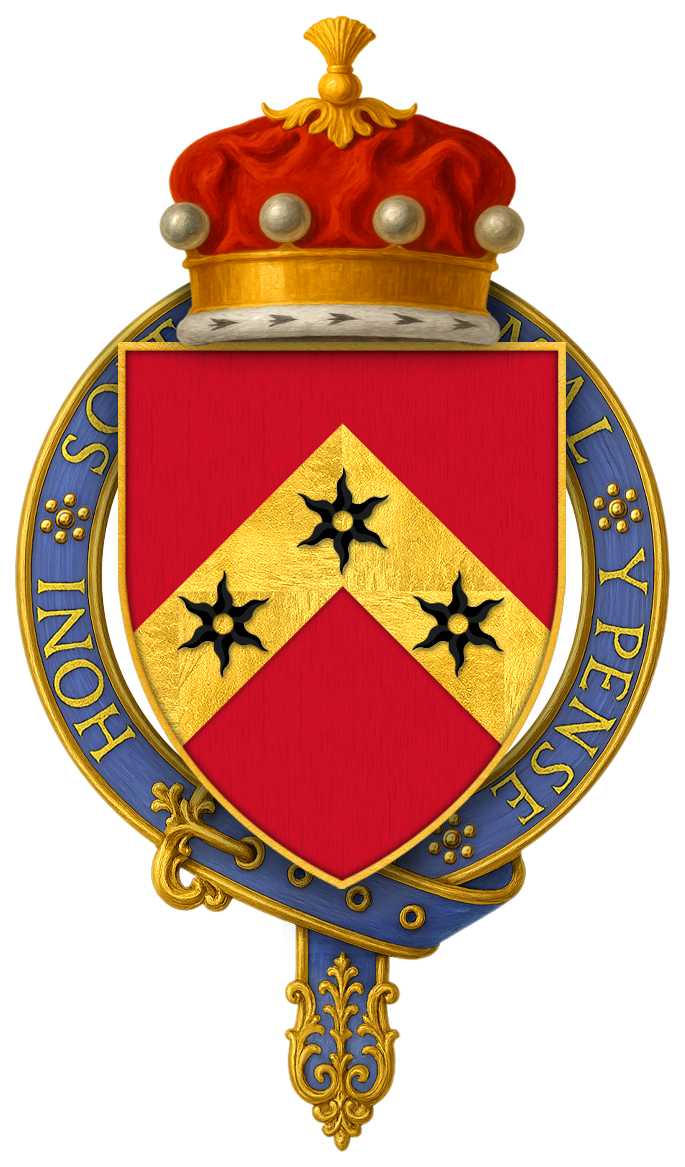
Wappen des Reginald de Cobham, 1. Baron Cobham

Reginald de Cobham, 1. Baron Cobham (of Sterborough) KG (auch Reynold de Cobham, * um 1295; † 5. Oktober 1361) war ein englischer Adliger und Militär.

## Leben
Er war ein Sohn von Sir Reginald de Cobham, Gutsherr von Eynesford und Orkesden in Kent, und dessen Gattin Joan d’Evere.
Er trat erstmals am 9. Juni 1328 urkundlich in Erscheinung, als er im Auftrag König Eduards III. auf eine diplomatische Mission zum Herzog von Brabant entsandt wurde. Er war zu diesem Zeitpunkt bereits zum Knight Bachelor geschlagen worden.
Ab 1334 diente er als Ritter im Haushalt König Eduards III. und nahm er an Feldzügen in Schottland, Frankreich und Flandern teil. 1339 wurde er zum Knight Banneret geschlagen.
Am 18. Oktober 1341 erhielt Cobham von Eduard III. die Erlaubnis, sein Herrenhaus in Lingfield, Surrey, zu befestigen (engl.: „Licence to Crenellate“). Im folgenden Jahr ließ er das Haus zu Sterborough Castle ausbauen.
1346 nahm er unter Eduard III. an der Schlacht von Crécy und der Belagerung von Calais teil. Am 13. November 1347 berief ihn Eduard III. durch Writ of Summons ins Parlament und erhob ihn damit zum erblichen Baron Cobham.
Circa seit 1344 hatte er auch das Amt des Admiral of the Fleet in the West inne und nahm als solcher 1350 an der siegreichen Seeschlacht von Winchelsea teil. 1352 nahm ihn der König als Knight Companion in den Hosenbandorden auf und ernannte ihn im selben Jahr zum Captain von Calais, ein Amt, das er bis zu seinem Lebensende innehaben sollte.
Ab 1355 diente er als Marschall des Schwarzen Prinzen in Aquitanien und kämpfte 1356 in der siegreichen Schlacht von Poitiers. Der französische Chronist Jean Froissart berühmt ihn, in jener Schlacht den französischen Bannerträger Geoffroy de Charny im Kampf erschlagen zu haben.
Er war mit Joan de Berkeley († 1369), Tochter des Thomas de Berkeley, 3. Baron Berkeley und der Margaret Mortimer, verheiratet. Mit ihr hatte er zwei Kinder:
- Joan de Cobham ⚭ Sir Henry de Grey;
- Reginald de Cobham, 2. Baron Cobham (1348–1403).

Er starb am 5. Oktober 1361 an einer grassierenden Seuche, vielleicht der Pest, und wurde in der Kirche von Lingfield bestattet, wo sein Sarkophag bis heute erhalten ist.